# All About Eve (album)
All About Eve è il primo ed eponimo album in studio del gruppo rock inglese All About Eve, pubblicato nel 1988.

## Tracce
1. Flowers in Our Hair
2. Gypsy Dance
3. In the Clouds
4. Martha's Harbour
5. Every Angel
6. Like Emily
7. Shelter from the Rain
8. She Moves Through the Fair
9. Wild Hearted Woman
10. Never Promise (Anyone Forever)
11. Apple Tree Man
12. What Kind of Fool
13. In the Meadow
14. Lady Moonlight

## Formazione
- Julianne Regan - voce, tastiera, percussioni, piano, recorder, archi, corno
- Tim Bricheno - chitarra
- Andy Cousin - basso
- Mark Price - batteria, percussioni